# Axtell (Nebraska)
Axtell is een plaats (village) in de Amerikaanse staat Nebraska, en valt bestuurlijk gezien onder Kearney County.

## Demografie
Bij de volkstelling in 2000 werd het aantal inwoners vastgesteld op 696.
In 2006 is het aantal inwoners door het United States Census Bureau geschat op 714, een stijging van 18 (2,6%).

## Geografie
Volgens het United States Census Bureau beslaat de plaats een oppervlakte van
1,0 km², geheel bestaande uit land.

## Plaatsen in de nabije omgeving
De onderstaande figuur toont nabijgelegen plaatsen in een straal van 24 km rond Axtell.

## Geboren in Axtell (Nebraska)
- Morine A. Nyquist (29 maart 1909) componiste, muziekpedagoog en dirigente